# Rafael Fernandes
Rafael Fernandes  é um município brasileiro no interior do estado do Rio Grande do Norte, Região Nordeste do país. Está localizado no Alto Oeste Potiguar, distante 401 quilômetros da capital do estado, Natal. A população do município no censo de 2022 era de 5 432 habitantes, distribuídos em uma área de aproximadamente 78 km², resultando em uma densidade demográfica de 60 hab./km².
Suas origens ocorreram por volta de 1840, com a chegada dos primeiros habitantes. O povoado, chamado de Varzinha, tornou-se distrito em 1953, subordinado ao município de Pau dos Ferros. Somente em 1963, tornou-se município com o nome "Rafael Fernandes" em referência a Rafael Fernandes Gurjão (1891-1952), pau-ferrense, médico, industrial e político, tendo sido prefeito de Mossoró, deputado estadual e federal pelo Rio Grande do Norte e governador do estado de 1935 até 1943.

## História

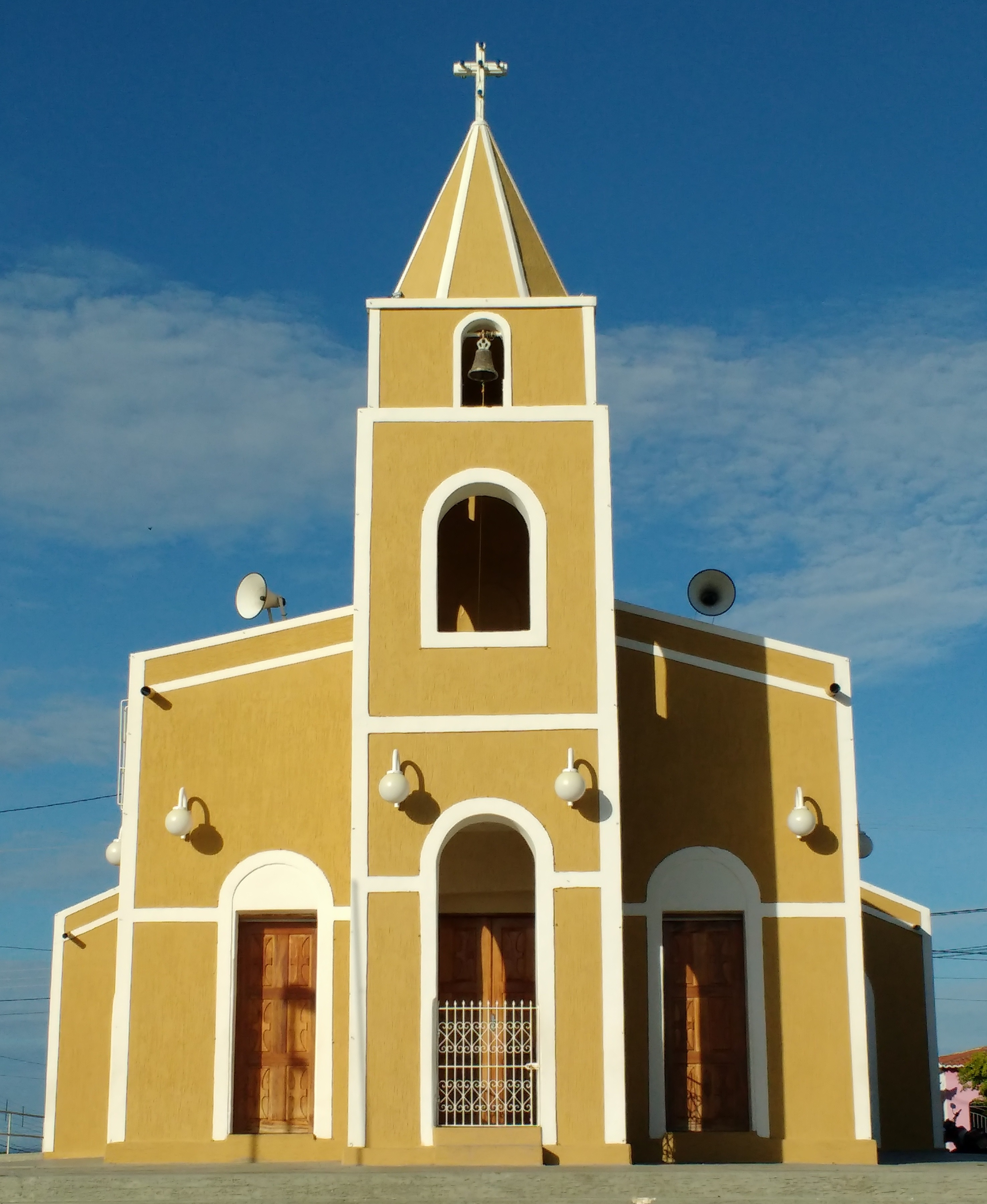
Igreja de Santa Luzia, padroeira de Rafael Fernandes, da paróquia de Pau dos Ferros, construída no século XX e um dos marcos do surgimento do município

Por volta de 1840, ocorreu, em um território que hoje corresponde ao município de "Rafael Fernandes", a chegada da tradicional Família Oliveira. Ao ser habitado, o lugar foi logo denominado de "Varzinha", devido à vegetação, tendo como base econômica a agropecuária. Com o passar dos tempos o pequeno povoado foi cultivando a religião como ícone fundamental à fundação de uma cidade. No ano de 1917, através da promessa feita pela senhora Umbilina, surgiu a devoção a Santa Luzia, que se tornou padroeira do local.
Em 1942, teve início a construção de uma capela, organizada pelos moradores do próprio povoado, cujo material era transportado em carros de boi e o sino foi trazido de Mossoró. A capela foi finalmente concluída em 1943, tendo como padroeira Lúcia de Siracusa, conhecida pela forma "Santa Luzia", padroeira da diocese à qual a capela pertence. A primeira missa ocorrida na capela aconteceu em 7 de fevereiro de 1944, e foi celebrada pelo Monsenhor Manoel Caminha Freire de Andrade, à época vigário da paróquia de Pau dos Ferros.
Em 21 de dezembro de 1953, o povoado de Varzinha foi elevado à categoria de distrito, sendo, quase dez anos depois (21 de outubro de 1963), por força da lei estadual nº 2964, desmembrado do município de Pau dos Ferros, tornando-se novo município do Rio Grande do Norte, com o nome de "Rafael Fernandes" e oficialmente instalado em 7 de fevereiro de 1965.

## Geografia
Com uma área territorial de 78,231 km² (0,1481% da superfície estadual), Rafael Fernandes se limita a norte com Pau dos Ferros e Encanto; a sul com Marcelino Vieira e Riacho de Santana; a leste novamente Pau dos Ferros e Marcelino Vieira e, a oeste, Água Nova, Encanto e Riacho de Santana. Na divisão territorial do Instituto Brasileiro de Geografia e Estatística (IBGE) vigente desde 2017, Rafael Fernandes pertence à região geográfica imediata de Pau dos Ferros, dentro da região geográfica intermediária de Mossoró. Até então, com a vigência das divisões em mesorregiões e microrregiões, fazia parte da microrregião de Pau dos Ferros, que por sua vez estava incluída na mesorregião do Oeste Potiguar.
O relevo do município, com altitudes variando entre 200 e 400 metros, é suave, sem grandes elevações, e está inserido na Depressão Sertaneja-São Francisco, que compreende uma série de terrenos de transição entre o Planalto da Borborema e a Chapada do Apodi. Rafael Fernandes está situado em área de abrangência das rochas metamórficas que compõem o embasamento cristalino, provenientes da idade Pré-Cambriana média, com idade entre um bilhão e 2,5 bilhões de anos.
O solo predominante é o podzólico vermelho-amarelo equivalente eutrófico, com pequenas áreas de solos bruno não cálcico. O primeiro, chamado de luvissolo na nova classificação brasileira de solos, é bem drenado e apresenta textura entre média e argilosa, com a presença ou não de cascalho. O segundo, agora denominado de neossolo, é mais raso que o primeiro, porém mais argiloso. Esses solos são cobertos pela vegetação do bioma da Caatinga, xerófila e de pequeno porte, que perde suas folhas na estação seca.
Todo o território municipal está inserido na bacia hidrográfica do Rio Apodi/Mossoró. Cortam o município são os riachos Bezerro, Cajazeiras, Santana, Sesmarias e Triveira. O principal reservatório é o Açude Santana, com capacidade para represar sete milhões de metros cúbicos (m³) de água. Outro manancial importante é o Açude Maretas, construído no curso do Riacho das Cajazeiras na década de 1980, cuja capacidade máxima é de 3 586 660 m³.

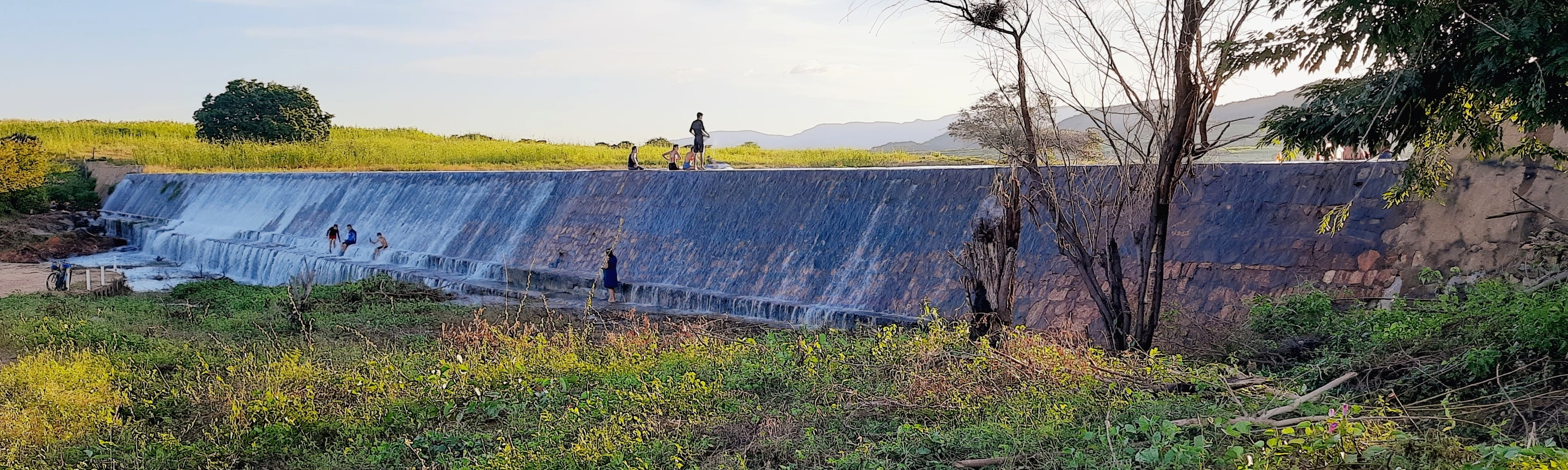
Vertedouro do Açude Santana/Gangorra, transbordando durante o período chuvoso de 2021

O clima é como semiárido Bsh, com chuvas concentradas no primeiro semestre do ano. Segundo dados da Empresa de Pesquisa Agropecuária do Rio Grande do Norte (EMPARN), de 1962 até 2005 o maior acumulado de chuva em 24 horas registrado no Sítio Gangorra atingiu 132,2 mm em 6 de abril de 1988, seguido por 120 mm em 2 de maio de 1991, 103 mm em 13 de maio de 1994 e 101 mm em 5 de maio de 1996. Na cidade, onde o monitoramento teve início somente em maio de 2004, esse recorde é de 129 mm em 6 de maio de 2021.
| Dados climatológicos para Rafael Fernandes (Sítio Gangorra, 1962-2005) | Dados climatológicos para Rafael Fernandes (Sítio Gangorra, 1962-2005) | Dados climatológicos para Rafael Fernandes (Sítio Gangorra, 1962-2005) | Dados climatológicos para Rafael Fernandes (Sítio Gangorra, 1962-2005) | Dados climatológicos para Rafael Fernandes (Sítio Gangorra, 1962-2005) | Dados climatológicos para Rafael Fernandes (Sítio Gangorra, 1962-2005) | Dados climatológicos para Rafael Fernandes (Sítio Gangorra, 1962-2005) | Dados climatológicos para Rafael Fernandes (Sítio Gangorra, 1962-2005) | Dados climatológicos para Rafael Fernandes (Sítio Gangorra, 1962-2005) | Dados climatológicos para Rafael Fernandes (Sítio Gangorra, 1962-2005) | Dados climatológicos para Rafael Fernandes (Sítio Gangorra, 1962-2005) | Dados climatológicos para Rafael Fernandes (Sítio Gangorra, 1962-2005) | Dados climatológicos para Rafael Fernandes (Sítio Gangorra, 1962-2005) | Dados climatológicos para Rafael Fernandes (Sítio Gangorra, 1962-2005) |
| Mês                                                                    | Jan                                                                    | Fev                                                                    | Mar                                                                    | Abr                                                                    | Mai                                                                    | Jun                                                                    | Jul                                                                    | Ago                                                                    | Set                                                                    | Out                                                                    | Nov                                                                    | Dez                                                                    | Ano                                                                    |
| ---------------------------------------------------------------------- | ---------------------------------------------------------------------- | ---------------------------------------------------------------------- | ---------------------------------------------------------------------- | ---------------------------------------------------------------------- | ---------------------------------------------------------------------- | ---------------------------------------------------------------------- | ---------------------------------------------------------------------- | ---------------------------------------------------------------------- | ---------------------------------------------------------------------- | ---------------------------------------------------------------------- | ---------------------------------------------------------------------- | ---------------------------------------------------------------------- | ---------------------------------------------------------------------- |
| Precipitação (mm)                                                      | 94,1                                                                   | 118,5                                                                  | 201,4                                                                  | 191,3                                                                  | 115,5                                                                  | 42                                                                     | 25,6                                                                   | 7,1                                                                    | 4,2                                                                    | 6,2                                                                    | 8,8                                                                    | 23,6                                                                   | 838,3                                                                  |

## Demografia
No censo demográfico de 2010 o município possuía 4 692 habitantes, com uma taxa de crescimento média anual de 1% em relação ao censo de 2000, sendo o 122° município em população no Rio Grande do Norte e a 4 371ª no país, apresentando uma densidade demográfica de 59,98 habitantes por quilômetro quadrado (hab./km²). De acordo com este mesmo censo, 57,74% dos habitantes viviam na zona urbana e 42,26% na zona rural (42,26%). Ao mesmo tempo, 50,38% da população eram do sexo feminino e 49,62% do sexo masculino, apresentando uma razão de sexo de 98,48 mulheres para cada cem homens. Quanto à faixa etária, 65,58% tinham entre 15 e 64 anos, 24,88% menos de 15 anos e 10,14% 65 anos ou mais.
Conforme pesquisa de autodeclaração do censo, a população era composta por brancos (60,79%), pardos (34,35%), pretos (4,59%) e amarelos (0,28%). Levando-se em consideração a nacionalidade, todos os habitantes eram brasileiros natos, (55,99% naturais do município), dos quais 97,77% naturais do Região Nordeste, 1,82% do Sudeste, 0,22% do Norte e 0,19% do Centro-Oeste, além de 0,08% sem especificação. Entre os naturais de outras unidades da federação, os estados com maior percentual de residentes eram a Paraíba (3,45%), o Ceará (2,09%) e São Paulo (1,61%). Ainda segundo o mesmo censo, 91,36% dos habitantes eram católicos romanos (91,36%), 6,86% protestantes e 0,16% espíritas. Outros 1,14% não tinham religião e 0,06% declararam seguir outras religiosidades cristãs (0,06%). O município pertence à Paróquia de Pau dos Ferros e tem como padroeira Santa Luzia. Há ainda credos protestantes ou reformados, sendo alguns deles: Assembleia de Deus, Igreja Batista e Igreja Universal do Reino de Deus.
O Índice de Desenvolvimento Humano (IDH-M) do município é considerado médio, de acordo com dados do Programa das Nações Unidas para o Desenvolvimento (PNUD). Segundo dados do relatório de 2010, divulgados em 2013, seu valor era de 0,608, ocupando a 76ª colocação no Rio Grande do Norte (de 167 municípios) e a 3957ª no Brasil. Considerando-se apenas o índice de longevidade, seu valor é de 0,737, o valor do índice de renda é 0,588 e o de educação 0,518. De 2000 a 2010, a proporção de pessoas com renda domiciliar per capita de até 140 reais passou de 60,4 % para 30,5 %, apresentando uma redução de 49,6 %, e o índice de Gini passou de 0,60 para 0,45. Em 2010, 69,5 % da população vivia acima da linha de pobreza, 19,4 % entre as linhas de indigência e de pobreza e 11,1 % abaixo da linha de indigência. No mesmo ano, os 20% mais ricos eram responsáveis por 49,64% do rendimento total municipal, valor 12,6 vezes superior à dos 20% mais pobres, que era de apenas 3,95%.

## Política

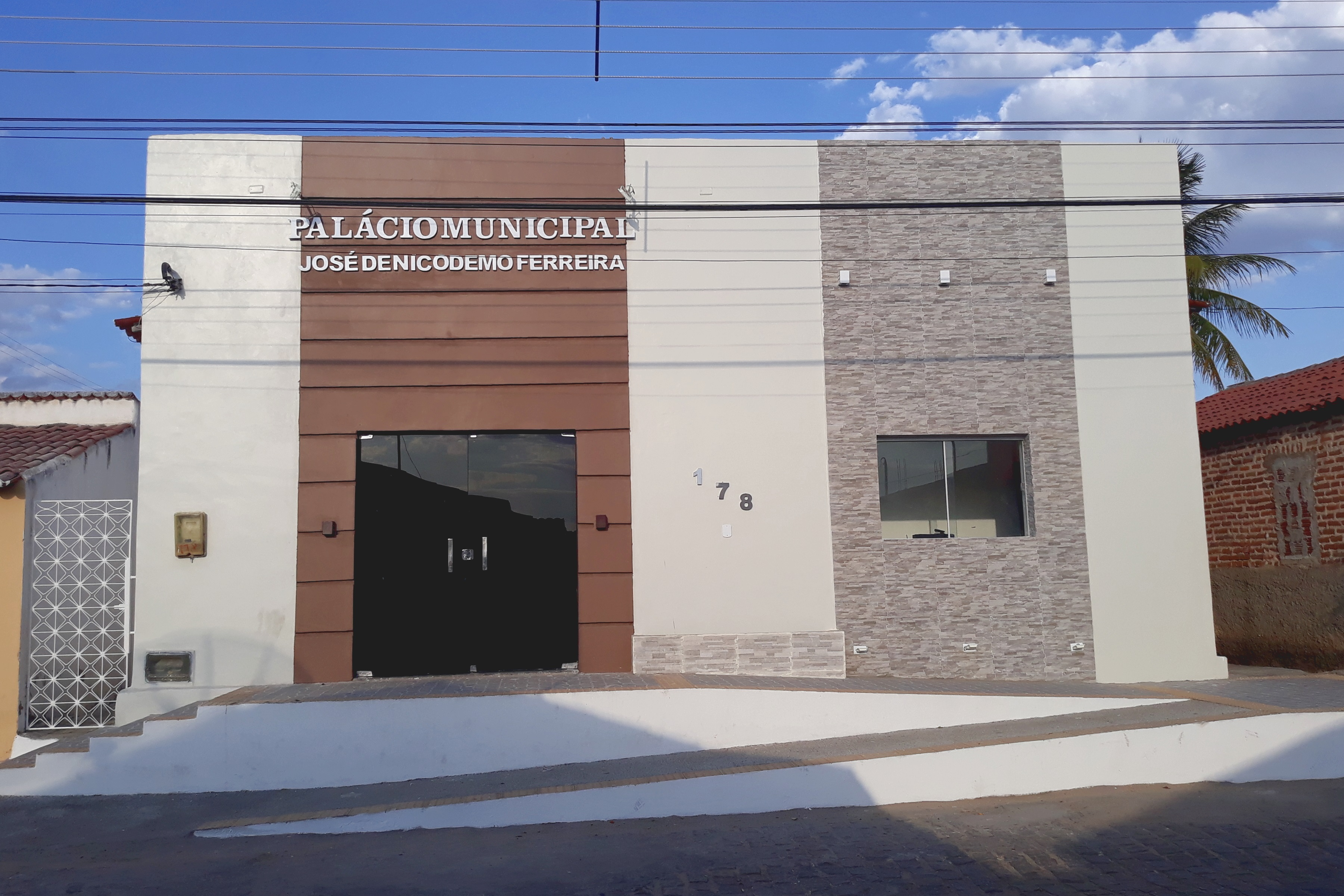
Palácio José de Nicodemo Ferreira, onde funciona a prefeitura

Sendo um município, Rafael Fernandes é pessoa jurídica de direito público interno, dotado de autonomia financeira, administrativa, política e se regendo por lei orgânica, promulgada em 1990. A administração municipal se dá por dois poderes, independentes e harmônicos entre si, sendo eles o executivo, representado pelo prefeito e seu gabinete de secretários, e o legislativo, constituído pela câmara municipal, composta por nove vereadores que, junto com o prefeito, são eleitos para mandatos de quatro anos.
Cabe à Câmara, dentre suas competências, elaborar e votar leis fundamentais à administração pública, especialmente o orçamento municipal, bem como fiscalizar as atividades do executivo. Rafael Fernandes é termo judiciário da comarca de Pau dos Ferros, de entrância intermediária, O município pertence à 40ª zona eleitoral do Rio Grande do Norte e possuía, em dezembro de 2020, 3 724 eleitores, de acordo com o Tribunal Superior Eleitoral (TSE), representando 0,158% do eleitorado potiguar.

## Economia
Em 2010, considerando-se a população municipal com idade igual ou superior a dezoito anos, 47,6% era economicamente inativa, 46,4% ativa ocupada e 6% ativa desocupada. Ainda no mesmo ano, levando-se em conta a população ativa ocupada a mesma faixa etária, 39,05% trabalhavam no setor de serviços, 36,09% na agropecuária, 11,06% no comércio, 6,75% na construção civil, 2,67% em indústrias de transformação e 1,17% na utilidade pública.
Segundo o IBGE, em 2012, o Produto Interno Bruto (PIB) do município de Rafael Fernandes era de R$ 29 792 mil, dos quais 21 182 mil do setor terciário, R$ 3 160 mil de impostos sobre produtos líquidos de subsídios a preços correntes, R$ 3 088 mil do setor primário e R$ 2 363 mil do setor secundário. O PIB per capita era de R$ 6 258,91. Em 2013 o município possuía um rebanho de 10 448 galináceos (frangos, galinhas, galos e pintinhos), 3 013 bovinos, 1 994 ovinos, 1 237 suínos, 920 caprinos e 65 equinos. Na lavoura temporária de 2013 foram produzidos tomate (52 t), milho (13 t), mandioca (8 t) e feijão (5 t), e na lavoura permanente apenas goiaba (6 t). Ainda no mesmo ano o município também produziu 441 mil litros de leite de 788 vacas ordenhadas; treze mil dúzias de ovos de galinha e 4 450 quilos de mel de abelha.
Conforme a Estatística do Cadastro de Empresas de 2013, Rafael Fernandes possuía 44 unidades (empresas) locais, todas atuantes; salários juntamente com outras remunerações somavam R$ 2 782 mil e o salário médio mensal era de 1,5 salários mínimos.

## Infraestrutura

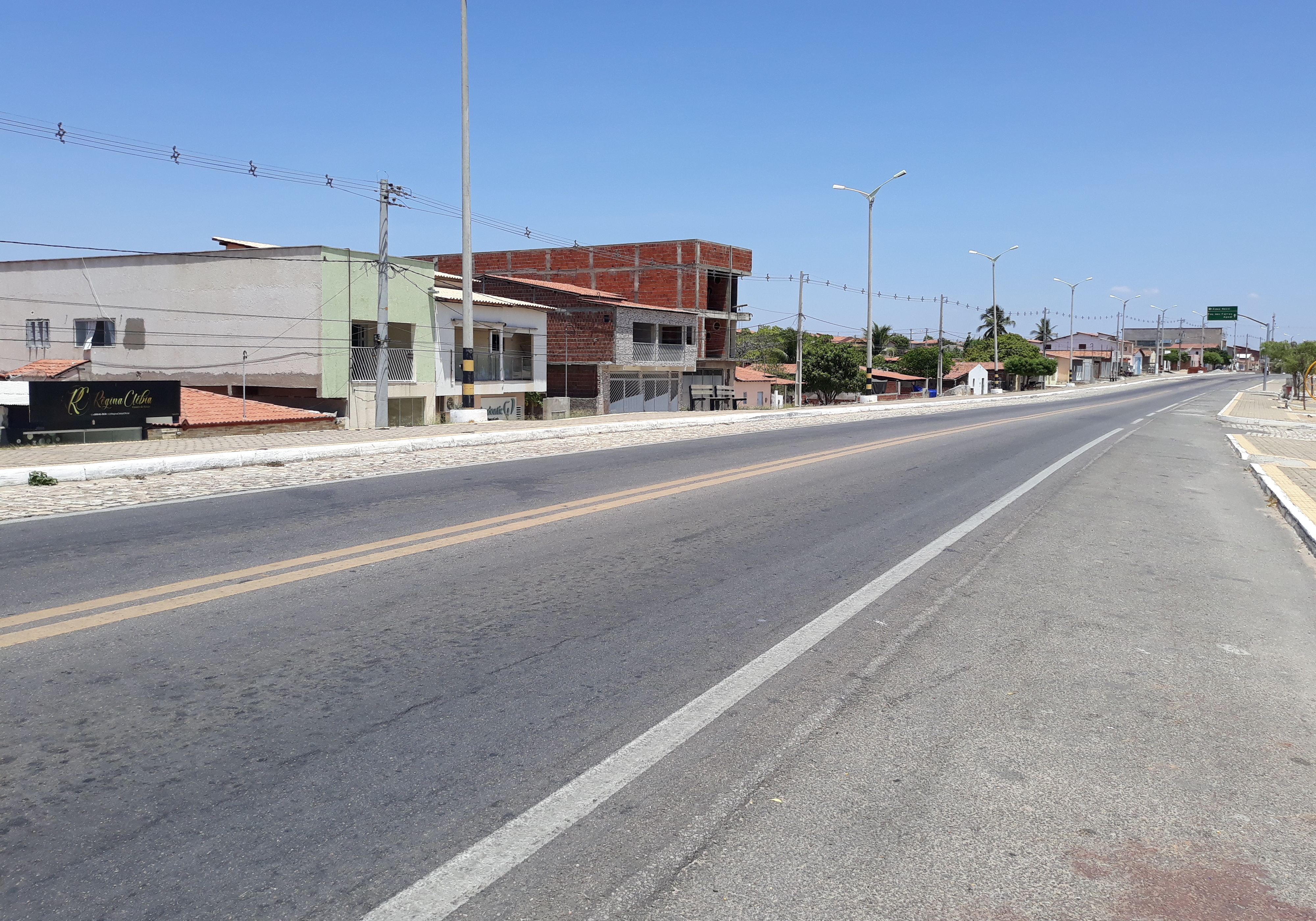
Avenida Egídio Chagas Nascimento, trecho urbano da BR-405

O serviço de abastecimento de água é realizado pela Companhia de Águas e Esgotos do Rio Grande do Norte (CAERN) e a concessionária responsável pelo fornecimento de energia elétrica é a Companhia Energética do Rio Grande do Norte (COSERN), do Grupo Neoenergia, que atende a todos os 167 municípios do estado. A voltagem nominal da rede é de 220 volts. O código de área (DDD) é 084 e o Código de Endereçamento Postal (CEP) é 59990-000.
Em 2010, o município possuía 95,74% de seus domicílios com água canalizada, 99,18% com eletricidade e 57,65% com coleta de lixo. Na mesma pesquisa, 71,22% dos domicílios tinham somente telefone celular, 4,98% celular e telefone fixo, 1,77% apenas o fixo e os 22,2% restantes não possuíam nenhum.
A frota municipal em 2020 era de 1 202 motocicletas, 642 automóveis, 169 motonetas, 130 caminhonetes, 67 caminhões, dezenove camionetas, dezesseis reboques, dez micro-ônibus, oito veículos utilitários, seis tratores, seis ciclomotores, quatro semirreboques e um ônibus, totalizando 2 280 veículos. O município é atravessado pelas rodovias BR-405 (federal), que corta a zona urbana, e a RN-079 (estadual), que dá acesso a Água Nova.

### Saúde
A rede de saúde de Rafael Fernandes dispunha, em 2009, de quatro estabelecimentos, todos públicos, municipais e prestando atendimento ao Sistema Único de Saúde (SUS), com um total de nove leitos para internação, entre os quais o Unidade Mista de Saúde Maria Firmina Maia Castro, que possui serviços de atendimento ambulatorial, internação, SADT (Serviço Auxiliar de Diagnóstico e Terapia) e urgência, além de leitos nas especialidades de clínica geral epediatria clínica. Em 2010, a expectativa de vida ao nascer do município era de 69,24 anos, com índice de longevidade de 0,737, taxa de mortalidade infantil de 29 por mil nascidos vivos (até um ano de idade) e taxa de fecundidade de 1,9 filhos por mulher.
Em abril do mesmo ano, a rede profissional de saúde era composta por nove auxiliares de enfermagem, sete médicos, cinco enfermeiros, três farmacêuticos, cirurgiões-dentistas, dois técnicos de enfermagem e um nutricionista, totalizando trinta profissionais. Segundo dados do Ministério da Saúde, de 1990 a 2012 o município registrou sete casos de AIDS e, entre 2001 e 2011, foram notificados 950 casos de dengue e um de malária. Rafael Fernandes pertence à VI Unidade Regional de Saúde Pública do Rio Grande do Norte (URSAP-RN), sediada em Pau dos Ferros.

### Educação
O fator "educação" do IDH no município atingiu em 2010 a marca de 0,518, ao passo que a taxa de alfabetização da população acima dos dez anos indicada pelo último censo demográfico do mesmo ano foi de 77,2% (84,2% para as mulheres e 72% para os homens). Levando-se em conta o nível de instrução da população com idade superior a dez anos, 65,14% não possuíam instrução e fundamental incompleto, 19,04% tinham ensino médio completo e superior incompleto, 12,44% fundamental completo e médio incompleto, 3,31% superior completo e 0,07% com nível indeterminado.
Ainda em 2010, Rafael Fernandes possuía uma expectativa de anos de estudos de 9,91 anos, valor acima da média estadual (9,54 anos). A taxa de conclusão dos ensinos fundamental (15 a 17 anos) e médio (18 a 24 anos) era de 43,2%, e 45,2%, respectivamente. Em 2014, a distorção idade-série entre alunos do ensino fundamental, ou seja, com idade superior à recomendada, era de 24,2% para os anos iniciais e 36,8% nos anos finais, sendo essa defasagem no ensino médio de 45,1%. No censo escolar de 2018, o município contava com uma rede de seis escolas do pré-escolar (com dezesseis docentes), quatro de ensino fundamental (45 docentes) e uma de ensino médio (onze docentes).

## Cultura

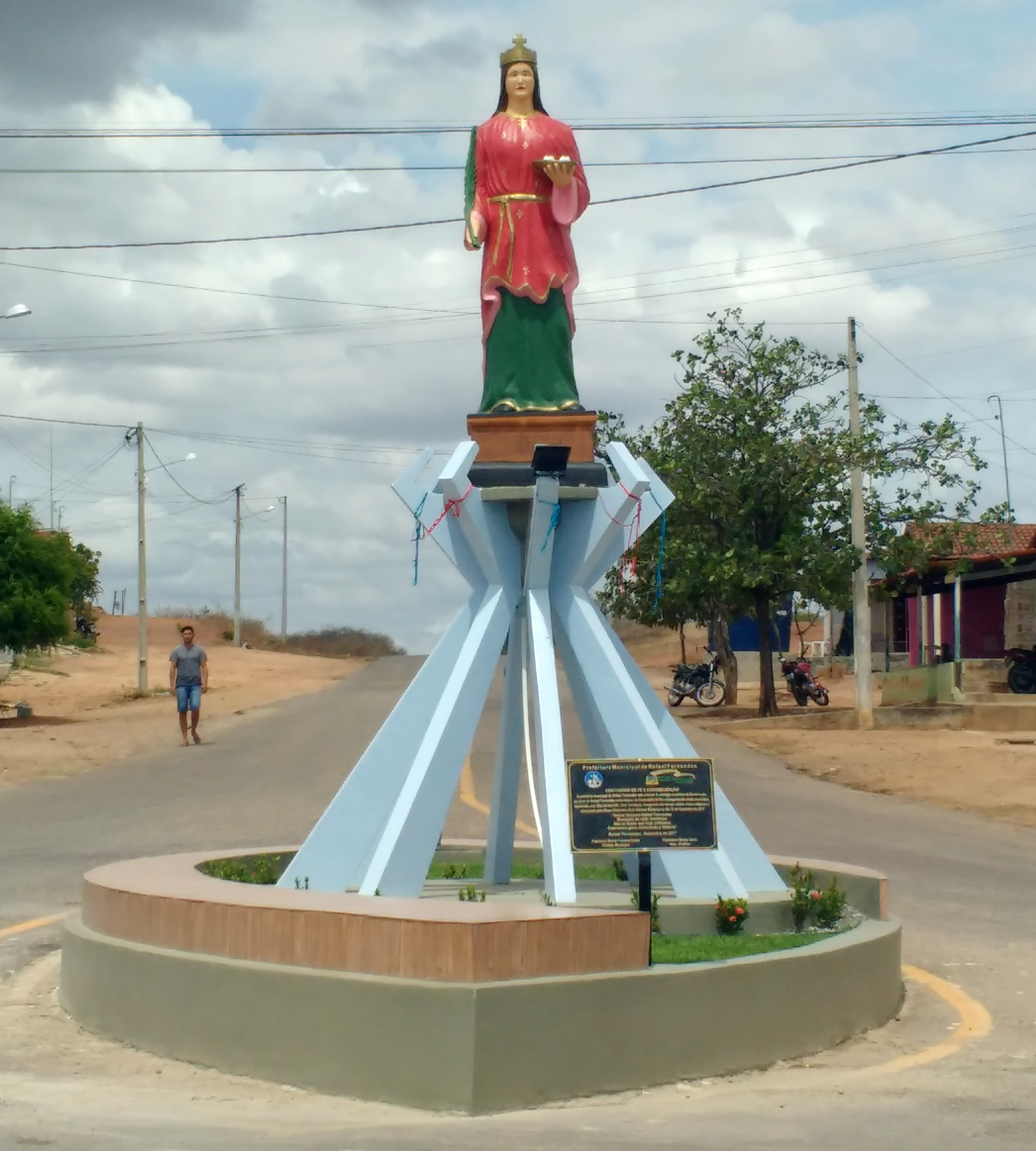
Estátua de Santa Luzia, padroeira de Rafael Fernandes

No calendário cultural de Rafael Fernandes destaca-se a festa da padroeira Santa Luzia, que se inicia no dia 3 de dezembro com a missa de abertura e prossegue durante nove noites de novena, encerrando-se no dia 13 de dezembro com a procissão, que percorre algumas ruas da cidade com a imagem de Santa Luzia. Há ainda a programação sociocultural, além de barracas com comidas típicas.
A Semana Cultural e Artística de Rafael Fernandes (SECARF) acontece em outubro e faz parte das comemorações da festa de emancipação política do município, oferecendo entretenimento e lazer, com apresentações de bandas musicais, competições esportivas e outros eventos. Outros eventos são as festas de junho, com apresentação de quadrilhas e bandas musicais, atraindo pessoas de diversas regiões; no final de agosto, a festa de Santo Agostinho no sítio Malhada Alta; em outubro, além da festa de emancipação política, no dia 21, os festejos de Nossa Senhora Aparecida da comunidade Cacimbas e, em dezembro, o Fest Jovem, festa estilo micareta.
Também são realizados eventos com foco no setor esportivo, principalmente no futebol, como a Copa Nordeste de Futebol Amador e o Campeonato Municipal de Futebol, este último resgatado em 2011, bem como em outras modalidades, entre elas atletismo, ciclismo, futsal e karatê.
O artesanato é outra forma espontânea da expressão cultural rafaelense, tendo como principais atividades o barro, o bordado e a renda. Rafael Fernandes também possui um centro cultural (Centro Cultural Antônio Justino de Oliveira), onde são realizados alguns dos mais diversos eventos culturais do município, além de uma biblioteca pública municipal e grupos artísticos de capoeira, manifestação tradicional popular e música, como bandas e corais.